# Yggdrasil
 For alternative betydninger, se Yggdrasil (flertydig). (Se også artikler, som begynder med Yggdrasil)
I nordisk mytologi og kosmologi er verdenstræet Yggdrasil (fra norrønt: Yggdrasill), i moderne tid også kaldet livets træ, skæbnetræet og verdenstræet, et vældigt asketræ eller måske snarere den evigtgrønne Yr / Almindelig taks. Odins tilknytning til træet fremgår af navnet. "Yggdrasil" betyder "Yggs hest", og Ygg (= den skrækkelige) er et af Odins mange tilnavne. Når verdenstræet kaldes "Odins hest", ligesom galgen kaldes "hængt mands hest", henviser det til Odins selvofring, da han hængte sig for at vinde visdom.
Træets krone, der altid er grøn, når helt op til himlen, og dets tre rødder ender i tre forskellige verdener. En af rødderne går til Asgård, gudernes hjem; den anden til Jotunheim, hvor jætterne bor; og den tredje går til det underjordiske Hel. Under hver rod springer en kilde frem. Under jætternes er det Mimers brønd med visdommens vand; under Asgård er det Urds brønd, hvor guderne samles til ting og afsiger dom. Urd er den norne, der kender verdens og menneskernes skæbne. Fra Urds brønd henter nornerne hver dag vand til træet, og den dug, der falder fra dets blade, holder Jorden grøn. Nederst under træet ligger helvedesbrønden Hvergelmer, hvor dragen eller slangen Nidhug gnaver på træets rod.
I Yggdrasils krone lever fire hjorte, Dain, Dvalin, Dunør og Duratro, der æder træets blade. I toppen sidder ørnen Ræsvælg (= ligsluger), der er en jætte i ørneskikkelse, som med vingeslagene forårsager vind og storm; og på dens næb sidder høgen Vedfolner (= vejrfalmet, bleget af vejr og vind) og skuer ud over verden. Vedfolner er det væsen, der er højest placeret i verden. Et lille egern, Ratatosk (= gnavertand), piler op og ned ad stammen og bringer nyt fra rødderne til toppen. Ved træets fod ligger seks store og mange mindre slanger.
Under Ragnarok bliver træet revet op med rode og brændt som følge af de store skovbrande.